# Bayer 04 Leverkusen (femenino)
El Bayer 04 Leverkusen Frauen es un club de fútbol femenino alemán con sede en Colonia. Fue fundado en 2008 y juega en la Bundesliga Femenina, máxima categoría de fútbol femenino en Alemania. El club es la sección femenina del Bayer Leverkusen.

## Historia
Originalmente fue la sección femenina del SV Bergisch Gladbach 09. Con este nombre ganó nueve campeonatos nacionales y tres copas entre 1977 y 1989. Descendió en 1994.
En 1996 se convirtió en la sección femenina del TuS Colonia. Durante esta etapa no consiguió volver a la Bundesliga, pero llegó a las semifinales de Copa en 2008.
Ese mismo año pasó al Bayer Leverkusen, y ascendió en 2010. En 2013 fue 8.º.

## Títulos
- 9 Ligas: 1977, 1979, 1980, 1981, 1982, 1983, 1984, 1988, 1989
- 3 Copas: 1981, 1982, 1984